# Johann Euchar Schenk von Castell
Johann Euchar Schenk von Castell (né le 6 novembre 1625, mort le 6 mars 1697 à Eichstätt) est prince-évêque d'Eichstätt de 1685 à sa mort.

## Biographie
Comme son prédécesseur Marquard Schenk von Castell, son cousin, il est issu de la famille Schenken von Castell (de), élevé au rang de comte du Saint-Empire le 1er mars 1681. En 1658, il devient prévôt de la cathédrale d'Eichstätt et d'Augsbourg. Il est malade et a presque 65 ans lorsque le chapitre de la cathédrale d'Eichstätt l'élit évêque le 13 mars 1685. L'ordination épiscopale a lieu le 9 mai 1688, après que la confirmation papale fut retardée le 3 février 1688.
Johann Euchar Schenk von Castell est pieux. Comme évêque, il pousse à prier le rosaire et le petit office de la Sainte Vierge en plus du bréviaire. Il promeut les confréries pieuses, notamment autour du rosaire et des plaies du Christ. En 1688, Euchar fait don d'un grand portrait de la Vierge Marie pour le portail de l'église du couvent des Dominicains d'Eichstätt (de). Il envoie son vicaire général dans tout le diocèse. En raison des anciens conflits de compétence d'Eichstätt avec la cour de Munich au sujet du haut niveau de compétence de l'université d'Ingolstadt, le prince, qui est également chancelier de l'université, se tient à distance d'elle.
Il essaie d'augmenter la prospérité de ses sujets par des contrats de construction et d'autres mesures. En 1681, il fait reconstruire l'aile sud de sa résidence, le château Saint-Willibald (de), et en 1692 une fonderie et une chaudronnerie sont construites à Obereichstätt. Un pavillon de chasse est construit à Greding et le château d'Hofstetten (de) est converti en pavillon de chasse vers 1690. À Berching, il fait rénover l'enceinte endommagée en 1685. En 1693, gravement malade, il jure de construire une nouvelle église paroissiale à Beilngries, réalisée de 1693 à 1695 (elle sera démolie en 1911) ; il y fait également don du maître-autel.
L'évêque est également un grand bienfaiteur à d'autres égards. Ses fondations profitent principalement aux jésuites, à l'abbaye Sainte-Walburge (de) et aux domestiques de la ville d'Eichstätt ; la plus importante est la « Fondation eucharistique » pour un hôpital pour le traitement des domestiques d'Eichstätt.
Le 12 juin 1685, le prince-évêque accorde à des habitants une exonération fiscale de 15 à 20 ans, du bois de construction gratuit et des terrains bon marché pour bâtir des maisons en maçonnerie de trois étages et au toit de briques, réduisant ainsi les lacunes dans le paysage urbain à la suite de la guerre de Trente Ans. En 1686, il publie une "Ordonnance Raths-Kanzley" pour réglementer la juridiction du Hofrat.
À 71 ans, il succombe d'une lithiase et est enterré dans la cathédrale d'Eichstätt.